# Marthe Djian
Pour les articles homonymes, voir Djian.
Marthe Djian (née Lambert le 6 mars 1936 à Paris) est une athlète française, spécialiste du saut en longueur et du 80 m haies.
Elle se marie avec René Djian (Demi Finaliste aux Jeux Olympiques au 800m). Sa fille Marie est sélectionnée en Équipe de France d'Athlétisme d'épreuves combinées tandis que son plus jeune fils François est devenu Champion de France du 400m Indoor en 2012 (Master). Sa petite fille Soliane est Vice-Championne du Canada Junior indoor sur 200m.

## Palmarès
- 16 sélections en Équipe de France A
- Championnats de France d'athlétisme Élite :
  - vainqueur du pentathlon en 1955
  - vainqueur du saut en longueur en 1956 et 1958
  - vainqueur du 80 m haies en 1956 et 1958
- Elle améliore à sept reprises le record de France du saut en longueur, le portant de 5,77 m en 1955 à 6,13 m en 1958.
- Elle participe aux Jeux olympiques de 1956, à Melbourne. Demi-finaliste du 80 m haies, elle se classe cinquième du saut à longueur, avec la marque de 5,88 m[1].

## Records
| Épreuve          | Performance | Lieu      | Date |
| ---------------- | ----------- | --------- | ---- |
| Saut en longueur | 6,13 m      | Stockholm | 1958 |